# Tanya Markova
Tanya Markova es una banda de rock filipina formada en 2006 en Manila.

## Historia
Tanya Markova se formó inicialmente a finales de 2004 por Harlon Agsaoay (también conocido como Norma Love, el vocalista, cocompositor y pandereta) y Angelo del Pilar (también conocido como Iwa Motors, vocalista, cocompositor). Iwa inmediatamente pensó en la idea de combinar melodías cursi con una composición de escrituras que fue su primer impulso y luego decidieron componer temas llenos de sarcasmo, que habla sobre la idiotez, y divagaciones infantiles. En esos momentos han creado únicamente para destinado a las bromas, con títulos sin sentido como "Mi Bulate Yak", "Mahirap Maging Bopis", y "Hoy Bampira ako Takot ka na?" (Más adelante acortado al tema musical "Bampira" y la primera canción que ha sido terminado alguna vez). Se tomó varios meses antes de que pudieran encontrar a los nuevos integrantes que de acuerdo a su concepto, y casi 2 años para completar la alineación y de tocar en vivo en un escenario.

## Integrantes
- Norma Love (Harlon Agsaoay) - cantante, pandereta.
- Iwa Motors (Angelo del Pilar) - cantante, campanero.
- Mowmow (Pipoy Alejandro) - copia de seguridad cantante, actor.
- Heart Abunda (Jasper Borbajo) - Tecladista
- Rufa Mae Milby (Edu Broce) - Baterías
- Rez Curtis (Rhan Sabas) - guitarra
- Skrovak Iskopanjo (Kix Chávez) - Bajista
- Jennylyn Sucaldito (Kid Guevarra) - guitarras

## Discografía

### Álbumes de estudio
- Tanya Markova

### Singles
- "Imagen Imagen"
- "De Disney"
- "Linda Blair"

## Premios y nominaciones
Premios NU Rock 
-  Ganador: Mejor Artista Nuevo (2010)
- Ganador: Mejor video musical - "Disney" (2010)
-  Ganador: Mejor Acto en Vivo (2010)
-  Nominación: Artista del Año (2010)
-  Nominación: Álbum del Año - "Tanya Markova" (2010)
- Nominación: Guitarrista del Año - Guevara EJ, Florante Sabas, Borbajo JB (2010)
-  Nominación: Canción del Año - "Imagen Imagen" (2010)